# Roland Baar
Roland Baar, född 12 april 1965 i Osterholz-Scharmbeck i Landkreis Osterholz i Niedersachsen, död 23 juni 2018 i Velpke i Landkreis Helmstedt i Niedersachsen, var en västtysk och därefter tysk roddare.
Han tog OS-silver i åtta med styrman i samband med de olympiska roddtävlingarna 1996 i Atlanta.
Han avled i en bilolycka 2018.